# 艾纳·贝里
艾纳·贝里（瑞典語：Aina Berg，1902年1月7日—1992年10月7日），瑞典女子游泳运动员，主攻自由泳。她曾代表瑞典参加1920年和1924年夏季奥林匹克运动会游泳比赛，获得二枚铜牌。